# Exorista cinerea
Exorista cinerea là một loài ruồi trong họ Tachinidae.